# Vườn quốc gia Ruaha
Vườn quốc gia Ruaha là vườn quốc gia lớn nhất ở Tanzania. Nó có diện tích khoảng 22.000 km ². Vườn quốc gia này nằm ở trung bộ của Tanzania khoảng 130 km từ Iringa. Vườn quốc gia Ruaha là một phần của một hệ sinh thái rộng lớn bao gồm khu bảo tồn cấm săn bắn Rungwa, khu bảo tồn cấm săn bắn Usangu, và một số khu vực bảo tồn khác.
Tên của vườn quốc gia có nguồn gốc từ sông Ruaha lớn, chảy dọc theo lề phía đông nam của nó và là trọng tâm để xem trò chơi. Có thể đến đây bằng xe hơi thông qua Iringa và có một đường băng tại Msembe, trụ sở công viên.
Việc thành lập vườn quốc gia trong khu vực này đã được đề nghị lần đầu tiên vào năm 1949 bởi nhân viên kiểm lâm cao cấp của khu bảo tồn cấm săn bắn ở Mbeya, George Rushby. Năm 1951, nó đã được công bố bởi chính quyền thực dân Anh như là một phần mở rộng của khu bảo tồn cấm sắn bắn lân cận Rungwa. Những người sống trong các khu bảo tồn mới được sau đó bị buộc phải di chuyển ra ngoài. Năm 1964 nó đã được bỏ từ khu bảo tồn cấm săn bắn và nâng lên thành vườn quốc gia đầy đủ. Trong năm 2008, nó đã được mở rộng để kết hợp Quản lý Khu vực Usangu động vật hoang dã trước đây, trong lưu vực Ruaha trên, làm cho Ruaha là vườn quốc gia lớn nhất ở châu Phi.